# Gilbert Trausch
Gilbert Trausch (Luxemburgo, 20 de setembro de 1931 – Luxemburgo, 3 de junho de 2018) foi um historiador luxemburguês.

## Carreira
Ele e outros colegas do pós-II Guerra Mundial, a geração de Luxemburgo, de historiadores como Paul Margue, trouxeram uma nova preocupação para o Luxemburgo de relações internacionais para o estudo da sua história.

### Morte
Morreu em 3 de junho de 2018, aos 86 anos.

## Publicações

### Monografias
- Trausch, Gilbert. Le Luxembourg à l''époque contemporaine, partage du de janeiro de 1839, à nos jours. Luxemburgo: Edições Bourg-Bourger, 1975.
- Trausch, Gilbert. Le Luxembourg sous l'Ancien Regime. Luxemburgo: Bourg-Bourger, 1977.
- Trausch, Gilbert. Joseph Bech, un homme dans son siècle: cinquante années d'histoire luxemburguês (1914-1964). Luxemburgo, 1978.
- Trausch, Gilbert. Histoire du Luxembourg. Paris: Hatier, 1992.
- Trausch, Gilbert. Histoire du Luxembourg: le destin européen d'un petit pays. Toulouse: Privat, 2003.

### Artigos
- Trausch, Gilbert. "Du nouveau sur le 'Kleppelkrich': Les soulèvements paysans de 1798 dans la région de Neufchâteau et leurs répercussions dans le Département des Forêts." In: Publicações de la Secção historique de l'Institut do grão-ducado de Luxemburgo, 63-135. LXXIX. Luxemburgo, 1962.
- Trausch, Gilbert. 1974. "Contribuições à l'histoire sociale de la question du Luxembourg. 1914-1922." Hémecht (1): 5-118.

### Contribuições para obras coletivas
- Trausch, Gilbert. "La place de la Secção historique de l'Institut grand-ducal dans la formation du Luxembourg." In: Publicações de la Secção Historique de l'Institut do Grão-Ducado de Luxemburgo (CXII).
- Trausch, Gilbert. "La stratégie du faible: le Luxembourg pingente de la Première Guerra mundial (1914-1919)." In: Le rôle de la place des petits paga en Europe au XXe siècle, Baden-Baden, 2005.

### Como editor
- Tamse, Coenraad, e Gilbert Trausch, eds. Morrer Beziehungen zwischen den Niederlanden und Luxemburgo im 19. und 20. Jahrhundert. Zoetermeer, 1991.
- Trausch, Gilbert, ed. La Ville de Luxembourg. Du château des comtes à la métropole européenne. Anvers: Fonds De Mercator, 1994.
- Trausch, Gilbert, ed. CSV Spiegelbild eines Landes und seiner Politik? Geschichte der Christlich-Sozialen Volkspartei Luxemburgs im 20. Jahrhundert. Luxemburgo: Imprimerie De Saint-Paul, 2008.